# 奥州探題
奥州探題（おうしゅうたんだい）とは、室町時代から戦国時代にかけて置かれた室町幕府の役職の一つ。守護に代わって設置され、陸奥国の統括を担った。奥州とは一般的には陸奥（青森、岩手、宮城、福島）を指す。出羽（秋田、山形）は羽州と呼ぶのが一般的で、現東北地方である両国をまとめて指す場合は奥羽と呼ぶのが通常である。

## 概要

### 前史
奥州総大将、奥州管領などが前身である。元中9年（1392年）、室町幕府3代将軍足利義満は鎌倉公方足利氏満と和解し、陸奥、出羽両国が鎌倉府の管国に加えられ、奥州管領職は廃止された。陸奥、出羽の国人も鎌倉府への伺候を義務付けられる。
応永6年（1399年）、鎌倉公方足利満兼は満貞、満直の二人の弟を稲村御所、篠川御所として下向させた。しかし、この頃から将軍と鎌倉公方の関係はかなり悪化しており、幕府は関東や奥州で鎌倉府と対立している有力国人を京都扶持衆として直臣化して鎌倉公方に対抗した。

### 大崎氏の世襲
応永7年（1400年）には大崎詮持を奥州探題に任命したという。以降大崎氏が足利氏の一門としてこの任を世襲していった。大崎氏は奥州管領などを務めた斯波氏の末裔であり、鎌倉府を牽制する意図があったとされる。
しかし、もともと奥州では有力国人が各郡の軍勢催促、軍忠状証判･注進、使節遵行など守護並みに強い権限を持っている上に、南半は鎌倉府の分身である篠川･稲村御所に押さえられ、内にも伊達氏や蘆名氏などは京都扶持衆として幕府と直接結びつき、強力な支配は不可能であった。それらの有力国人は、自己が支配する各郡を領国化し、次第に戦国大名化する。それに対抗するために大崎氏も自己の直接支配領域を領国化し、一有力国人へと零落していった。

### 大崎氏の没落と伊達氏の探題就任
大永11年（1514年）、伊達稙宗が陸奥国守護職に任ぜられた。これにより、大崎氏が世襲する奥州探題制は無力化し事実上終焉する。その後伊達氏は大崎氏を武力で圧倒して支配下に置くようになる。
陸奥国では奥州探題が置かれていることを理由に守護不設置とされてきた陸奥国において、探題である大崎氏以外の同国の領主達は規模の大小にもかかわらず、礼制上は「国人」扱いとされてきた。それは一国守護に匹敵する勢力を有して幕府とも関係を構築してきた伊達氏も例外ではなく、このことが書札礼などにおいてトラブルを招く一因となってきた（文亀3年（1503年）には越後上杉家と伊達氏において書札礼を巡る紛争が発生している）。このため、伊達氏は奥州探題就任を要求したが、この段階では室町幕府は非足利一門である伊達氏の探題就任を容認出来ず、一方で伊達氏が「国人」扱いになっているのも奥州統治上問題があると認め、探題就任を認めない代わりに守護職に補任して「大名」の格式を与えることで宥めようとしたと考えられている。
戦国時代にも幕府の形式的な職として存在し弘治元年（1555年）には稙宗の子・伊達晴宗が奥州探題に任じられた。異説として、晴宗の探題就任を永禄2年（1559年）とする説もあるが、この異説も大崎氏から伊達氏への交代となるため、幕府が慎重な任命手続を取ったために任命が遅れたというもので、実質においては弘治元年の段階において晴宗は探題と同格の待遇を受けていた。
室町幕府滅亡後に当主となった伊達政宗（晴宗の孫）も奥州探題を自称した。天正18年（1590年）、政宗は豊臣政権に臣従して奥州探題の称号を返上し、一方、臣従を表明しなかった大崎氏は豊臣秀吉によって攻め滅ぼされた（奥州仕置）。これによって奥州探題制は名実ともに終焉した。
また、斯波家兼の子斯波兼頼は正平年間（1346年 - 1369年）ごろに出羽国按察使として出羽に下向したという。後に羽州探題と呼ばれ、子孫は最上氏と称した。